# Tubuliferola
Tubuliferola is een geslacht van vlinders van de familie sikkelmotten (Oecophoridae), uit de onderfamilie Oecophorinae.

## Soorten
- T. flavifrontella Hübner, 1801
- T. josephinae (Toll, 1956)
- T. latipennella Jäckh, 1959
- T. synchrozella Jäckh, 1959